# Hippodrome de Dreux
 (avril 2025).
Si vous disposez d'ouvrages ou d'articles de référence ou si vous connaissez des sites web de qualité traitant du thème abordé ici, merci de compléter l'article en donnant les références utiles à sa vérifiabilité et en les liant à la section « Notes et références ».
L'hippodrome de Dreux, également appelé hippodrome de Flonville est un champ de courses situé dans la zone industrielle. Il est situé dans le département d'Eure-et-Loir et en région Centre-Val de Loire.
L'hippodrome de Dreux est l'un des 17 hippodromes de la Fédération des Courses d'Île-de-France et de Haute Normandie.
C'est un hippodrome de 3e catégorie qui accueille des réunions de trot.
Les 13 et 14 septembre 2005 le groupe anglais Depeche Mode y tourne le clip du single A pain that I’m used to.

## Infrastructures
Avec sa piste en herbe de 1 186 mètres environ, corde à gauche, l'hippodrome dispose également d'un hall de paris et d'une tribune couverte permettant d'accueillir les spectateurs.

## Courses
Le champ de courses propose deux distances : 2 325 et 2 600 mètres.
L'hippodrome de Gournay-en-Bray permet de parier en PMH (Pari Mutuel Hippodrome) sur les courses se déroulant sur sa piste mais propose également des prises de paris nationaux grâce à son guichet PMU.

## Animations
L'hippodrome propose des animations notamment pour les plus petits. Ainsi, une structure gonflable ou des baptême de poneys pourront enchanter les enfants.(subjectif!)

## Galerie photos

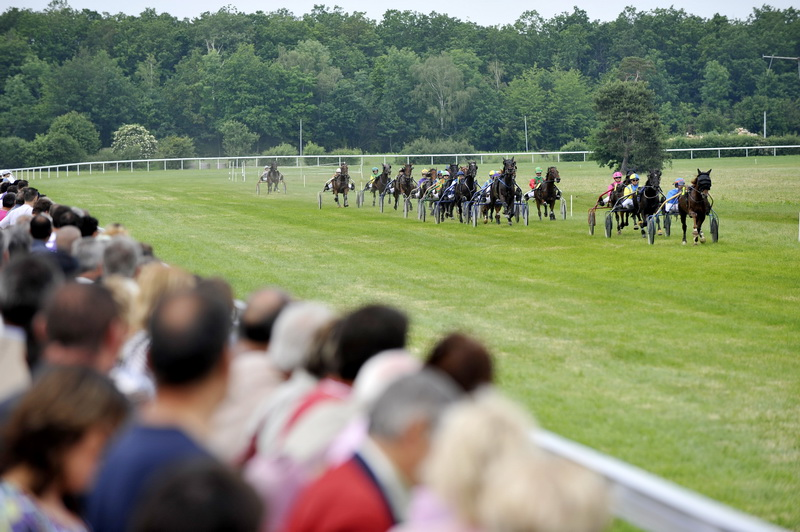
Arrivée
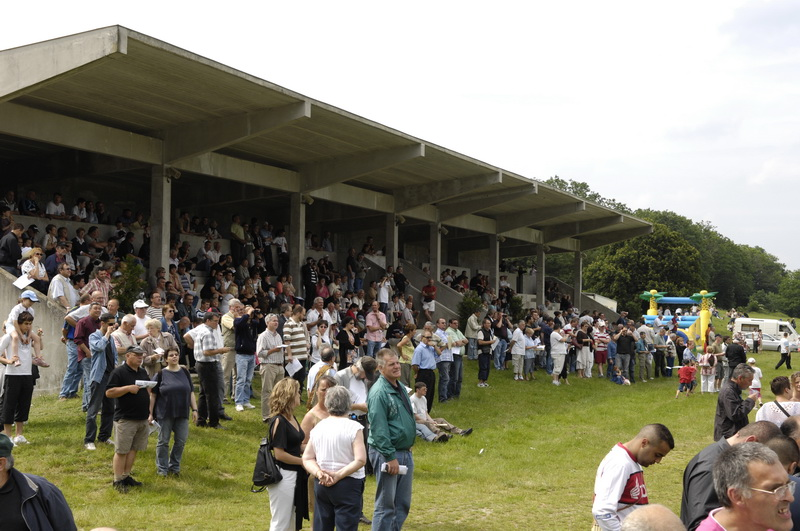
Course
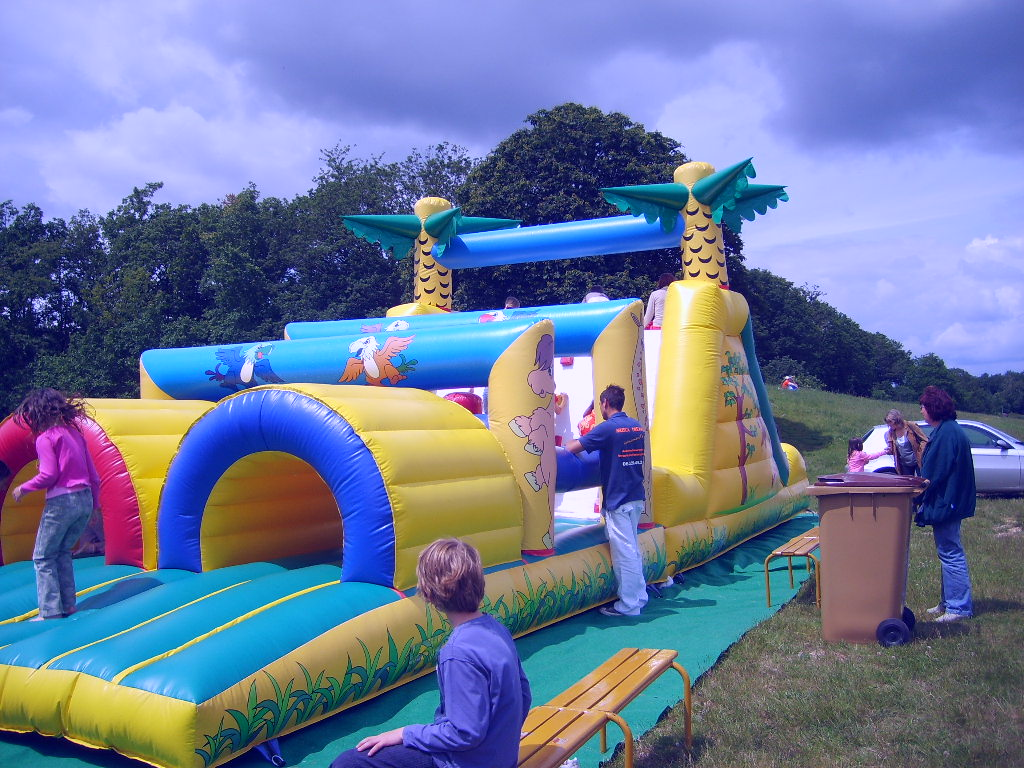
Espace enfants

## Calendrier 2009
L'hippodrome accueille 1 réunion de courses par an en juin :
- dimanche 7 juin - trot

## Accès à l'hippodrome
L'hippodrome se situe à la sortie de Dreux, dans la zone industrielle.
- Accès en voiture : N12 sortie zone industrielle en direction de Flonville (D152)
- Accès en train : gare de Dreux
- Accès en avion : aéroport de Vernouillet